# الکساندر رابرت جانستون
الکساندر رابرت جانستون (انگلیسی: Alexander Robert Johnston؛ ۱۴ ژوئن ۱۸۱۲ – ۲۱ ژانویه ۱۸۸۸) یک سیاستمدار اهل بریتانیا بود.